# 한국임상수의학회
한국임상수의학회는 회원상호간의 친목을 도모하고 임상수의사의 권익을 옹호하며 수의임상분야의 학술적 발전에 기여함을 목적으로 설립된 대한민국의 학술단체이다. 사무실은 대구 북구 대학로 80, 경북대학교 수의과대학(산격동) 내에 있다.

## 주요 사업
- 학술발표회
- 학술강연회
- 학술지 발행
- 국제 학술 교류
- 기타 필요하다고 인정되는 사업